# Huangdi

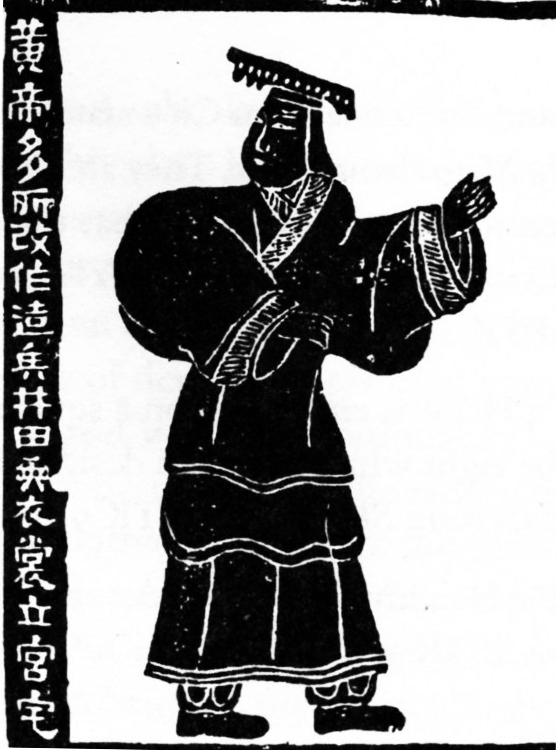
Der Gelbe Kaiser, einer der mythischen Fünf Könige

Huangdi oder Huáng Dì (chinesisch 黃帝 / 黄帝), fälschlich Hoang-ti, auch bekannt als der Gelbe Anführer oder Der Gelbe Kaiser, ist eine Gottheit (shen) in der chinesischen Religion, einer der legendären chinesischen Herrscher und Kulturhelden, die zu den mythohistorischen Drei Herrschern und Fünf Kaisern und den kosmologischen Fünf Formen der Höchsten Gottheit (chinesisch 五方上帝; pinyin Wǔfāng Shàngdì) gehören. Von jesuitischen Missionaren auf der Grundlage chinesischer Chroniken berechnet und später von den Befürwortern eines universellen Kalenders, der mit dem Gelben Kaiser beginnt, akzeptiert, sind Huangdis traditionelle Regierungsdaten 2697–2597 oder 2698–2598 v. Chr.
Huangdis Kult wurde in der späten Zeit der Streitenden Reiche und der frühen Han-Dynastie berühmt, als er als Urheber des zentralisierten Staates, als kosmischer Herrscher und als Förderer der esoterischen Künste dargestellt wurde. Eine große Anzahl von Texten – wie das Huangdi Neijing, ein medizinischer Klassiker, und das Huangdi Sijing, eine Gruppe politischer Abhandlungen – wurden ihm zugeschrieben. Nachdem sein Einfluss während des größten Teils der kaiserlichen Zeit geschwunden war, wurde Huangdi im frühen zwanzigsten Jahrhundert zu einer Sammelfigur für die Versuche der Han-Chinesen, die Herrschaft der Qing-Dynastie zu stürzen, die sie als fremdartig betrachteten, weil ihre Kaiser Mandschuren waren. Bis heute ist der Gelbe Kaiser ein mächtiges Symbol innerhalb des chinesischen Nationalismus. Traditionell werden dem Gelben Kaiser zahlreiche Erfindungen und Innovationen zugeschrieben – vom chinesischen Kalender bis hin zu einer frühen Form des Fußballs – und er wird heute als Initiator der chinesischen Kultur angesehen.

## Namen

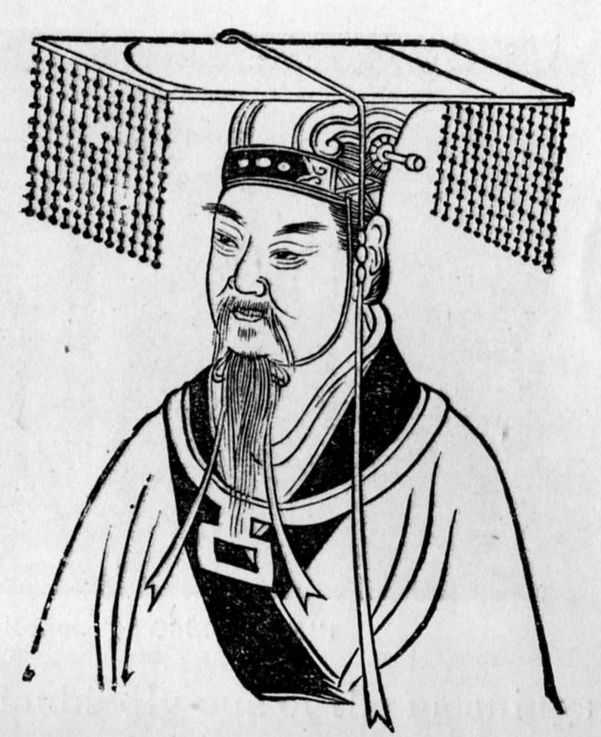
Huáng Dì

### „Huangdi“: Gelber Kaiser, Gelber Anführer
Als Qin Shihuang aus der Qin-Dynastie bis 221 v. Chr. den Titel huangdi (皇帝) – konventionell übersetzt mit „Kaiser“ – prägte, um sich selbst zu bezeichnen, bezog sich das Zeichen di 帝 nicht auf irdische Herrscher, sondern auf den höchsten Gott des Pantheons der Shang-Dynastie (ca. 1600–1046 v. Chr.). In der Zeit der Streitenden Reiche (ca. 475–221 v. Chr.) konnte sich der Begriff di allein auch auf die Gottheiten beziehen, die mit den fünf Heiligen Bergen Chinas und den Farben verbunden waren. Huangdi (黃帝), der „gelbe di“, war einer der letzteren. Um die religiöse Bedeutung von di in der vorkaiserlichen Zeit zu betonen, übersetzen Historiker des frühen Chinas den Namen des Gottes üblicherweise als „Gelber Anführer“.
In der späten Periode der Streitenden Reiche wurde der Gelbe Kaiser in das kosmologische Schema der Fünf Phasen integriert, in dem die Farbe Gelb die Erdphase, den Gelben Drachen und das Zentrum repräsentiert. Die Korrelation der Farben in Verbindung mit verschiedenen Dynastien wurde im Lüshi Chunqiu (spätes 3. Jahrhundert v. Chr.) erwähnt, wo die Herrschaft des Gelben Kaisers als von der Erde regiert angesehen wurde. Das Zeichen huang 黃 („gelb“) wurde oft anstelle des homophonen huang 皇 verwendet, das „erhaben“ (im Sinne von „vornehm“) oder „strahlend“ bedeutet.

### Xuanyuan und Youxiong
Die Aufzeichnungen des großen Historikers, zusammengestellt von Sima Qian im ersten Jahrhundert v. Chr., gibt den Namen des Gelben Kaisers als „Xuan Yuan“ (Langzeichen 軒轅; Kurzzeichen 轩辕 Xuān Yuán) an. Der Gelehrte Huangfu Mi aus dem dritten Jahrhundert, der ein Werk über die Herrscher des Altertums schrieb, meinte, Xuanyuan sei der Name eines Hügels, auf dem Huangdi gelebt hatte und den er später als seinen Namen annahm. Der Gelehrte Liang Yusheng (梁玉繩, 1745–1819) aus der Qing-Dynastie argumentierte stattdessen, dass der Hügel nach dem Gelben Kaiser benannt wurde. Xuanyuan ist im Chinesischen auch der Name des Sterns Regulus, der in der traditionellen Astronomie mit Huangdi in Verbindung gebracht wird. Er wird auch mit den Sternbildern Löwe und Luchs in Verbindung gebracht, von denen letzterer den Körper des Gelben Drachen (黃龍 Huánglóng), Huangdis Tiergestalt, darstellen soll.
Huangdi wurde auch als „Youxiong“ (有熊; Yǒuxióng) bezeichnet. Dieser Name wurde entweder als Ortsname oder als Clan-Name interpretiert. Laut dem britischen Sinologen Herbert Allen Giles (1845–1935) wurde dieser Name „von dem des [Huangdis] erblichen Fürstentums übernommen“ William Nienhauser, ein moderner Übersetzer der Aufzeichnungen des Großen Historikers, gibt an, dass Huangdi ursprünglich das Oberhaupt des Youxiong-Clans war, der in der Nähe des heutigen Xinzheng in Henan lebte. Rémi Mathieu, ein französischer Historiker der chinesischen Mythen und Religion, übersetzt „Youxiong“ wörtlich als „Besitzer von Bären“ und verbindet Huangdi mit dem breiteren Thema des Bären in der Weltmythologie. Ye Shuxian hat auch den Gelben Kaiser mit Bärenlegenden sowie mit der Dangun-Legende verbunden, die in ganz Nordostasien verbreitet sind.

### Andere Namen
In Sima Qians Aufzeichnungen des großen Historikers wird der Ahnenname des Gelben Kaisers als Gongsun (公孫) beschrieben.
In Texten der Han-Dynastie wird der Gelbe Kaiser auch als „Gelber Gott“ (黃神 Huángshén) bezeichnet, manche Darstellungen interpretieren ihn auch als Inkarnation des „Gelben Gottes des Nördlichen Wagens“ (黄神北斗 Huángshén Běidǒu). Nach einer Definition in apokryphen Texten, die sich auf den Hétú 河圖 beziehen, geht der Gelbe Kaiser „aus der Essenz des Gelben Gottes hervor“.
Als kosmologische Gottheit ist der Gelbe Kaiser als „Großer Kaiser des zentralen Gipfels“ (中岳大帝 Zhōngyuè Dàdì) bekannt, und im Shizi als „Gelber Kaiser mit vier Gesichtern“ (黃帝四面 Huángdì Sìmiàn). In alten Darstellungen wird der Gelbe Kaiser als eine Gottheit des Lichts (sein Name wird im Shuowen jiezi erklärt und von guāng 光, „Licht“, abgeleitet) und des Donners identifiziert und mit dem „Donnergott“ (雷神 Léishén) gleichgestellt. Der Donnergott wiederum wird auch als eine spätere mythologische Figur als wichtigster Schüler des Gelben Kaisers dargestellt (im Huangdi Neijing).

## Historizität
Der chinesische Historiker Sima Qian – und ein Großteil der chinesischen Geschichtsschreibung nach ihm – betrachtete den Gelben Kaiser als eine historischere Figur als die legendäre Figuren wie Fu Xi, Nüwa und Shennong. Sima Qians Aufzeichnungen des großen Historikers beginnen mit dem Gelben Kaiser.
Während des größten Teils der chinesischen Geschichte wurden der Gelbe Kaiser und die anderen alten Weisen als historische Figuren betrachtet. Ihre Historizität wurde in den 1920er Jahren von Historikern wie Gu Jiegang, einem der Gründer der Doubting Antiquity School in China, in Frage gestellt. In ihren Versuchen zu beweisen, dass die frühesten Figuren der chinesischen Geschichte mythologisch waren, argumentierten Gu und seine Anhänger, dass diese alten Weisen ursprünglich Götter waren, die später von den rationalistischen Intellektuellen der Zeit der Streitenden Reiche als Menschen dargestellt wurden. Yang Kuan, ein Mitglied derselben Strömung der Geschichtsschreibung, stellte fest, dass erst in der Zeit der Streitenden Reiche der Gelbe Kaiser als erster Herrscher Chinas beschrieben wurde. Yang argumentierte daher, dass Huangdi eine spätere Umwandlung von Shangdi war, dem obersten Gott des Pantheons der Shang-Dynastie.
Ebenfalls in den 1920er Jahren veröffentlichten die französischen Gelehrten Henri Maspero und Marcel Granet kritische Studien über Chinas Erzählungen der Hochantike. In seinen Danses et légendes de la Chine ancienne [„Tänze und Legenden des alten China“] argumentierte Granet beispielsweise, dass diese Erzählungen „historisierte Legenden“ seien, die mehr über die Zeit aussagten, in der sie geschrieben wurden, als über die Zeit, die sie zu beschreiben vorgaben.
Die meisten Gelehrten sind sich heute einig, dass der Gelbe Kaiser ursprünglich ein Gott war, der später als historische Person dargestellt wurde. K.C. Chang sieht Huangdi und andere Kulturhelden als „uralte religiöse Figuren“, die in der späten Zeit der Streitenden Reiche und der Han-Periode „wiederbelebt“ wurden. Der Historiker des alten Chinas Mark Edward Lewis spricht von der „früheren Natur des Gelben Kaisers als Gott“, während Roel Sterckx, ein Professor an der Universität Cambridge, Huangdi als „legendären Kulturhelden“ bezeichnet.

## Ursprung des Mythos
Der Ursprung des Huangdi-Mythos ist unklar, aber Historiker haben mehrere Hypothesen dazu formuliert. Yang Kuan, ein Mitglied der Doubting Antiquity School (1920-40er Jahre), argumentierte, dass der Gelbe Kaiser von Shangdi, dem höchsten Gott der Shang-Dynastie, abgeleitet wurde. Yang rekonstruiert die Etymologie wie folgt: Shangdi 上帝 → Huang Shangdi 皇上帝 → Huangdi 皇帝 → Huangdi 黄帝, wobei er behauptet, dass huang 黃 („gelb“) entweder ein abweichendes chinesisches Schriftzeichen für huang 皇 („august“) war oder als eine Möglichkeit verwendet wurde, das Benennungstabu für letzteres zu vermeiden. Yangs Ansicht wurde von Mitarai Masaru und von Michael Puett kritisiert.
Der Historiker Mark Edward Lewis stimmt zu, dass huang 黄 und huang 皇 oft austauschbar waren, aber er stimmt nicht mit Yang überein und behauptet, dass huang zuerst erschien und „gelb“ bedeutete. Basierend auf einer, wie er zugibt, „neuartigen Etymologie“, die huang 黄 mit dem phonetisch nahen wang 尪 (der „verbrannte Schamane“ in Shang-Regenmacher-Ritualen) vergleicht, schlägt Lewis vor, dass „Huang“ in „Huangdi“ ursprünglich „Regenmacher-Schamane“ oder „Regenmacher-Ritual“ bedeutet haben könnte. Unter Berufung auf späte Streitende-Reiche- und frühe Han-Versionen des Huangdi-Mythos argumentiert er weiter, dass die Figur des Gelben Kaisers ihren Ursprung in alten Regenmacher-Ritualen hatte, in denen Huangdi die Macht des Regens und der Wolken repräsentierte, während sein mythischer Rivale Chiyou (oder der Yan-Kaiser) für Feuer und Dürre stand.
Sarah Allan, die ebenfalls nicht mit Yang Kuans Hypothese übereinstimmt, hält es für unwahrscheinlich, dass ein so populärer Mythos wie der des Gelben Kaisers von einem Tabu-Charakter stammen könnte. Ihrer Ansicht nach war Huangdi ursprünglich ein namenloser „Herr der Unterwelt“ (oder der „Gelben Quellen“), das mythologische Gegenstück der Shang-Himmelsgottheit Shangdi. Zu dieser Zeit behaupteten die Shang-Herrscher, dass ihre mythischen Vorfahren, die mit „den [zehn] Sonnen, den Vögeln, dem Osten, dem Leben [und] dem Herrn in der Höhe“ (d. h. Shangdi), ein früheres Volk besiegt hatten, das mit „der Unterwelt, Drachen und dem Westen“ in Verbindung gebracht wurde. Nachdem die Zhou-Dynastie die Shang-Dynastie im 11. Jahrhundert v. Chr. gestürzt hatte, deuteten die Zhou-Führer die Shang-Mythen so um, dass die Shang eine reale politische Dynastie besiegt hätten, die schließlich Xia-Dynastie genannt wurde. In der Han-Zeit – wie in Sima Qians Bericht im Shiji – wurde der Gelbe Kaiser, der als Herr der Unterwelt symbolisch mit den Xia verbunden war, zu einem historischen Herrscher, von dessen Nachkommen man annahm, dass sie die Xia gegründet hatten.
Angesichts der Tatsache, dass die früheste erhaltene Erwähnung des Gelben Kaisers auf einer chinesischen Bronzeinschrift aus dem vierten Jahrhundert v. Chr. zu finden ist – die behauptet, er sei der Vorfahre des Königshauses des Staates Qi – spekuliert Lothar von Falkenhausen, dass Huangdi als Ahnenfigur als Teil einer Strategie erfunden wurde, um zu behaupten, dass alle herrschenden Clans im „Kulturkreis der Zhou-Dynastie“ eine gemeinsame Abstammung hätten.

## Geschichte des Huangdi-Kults

### Früheste Erwähnung
Explizite Berichte über den Gelben Kaiser erschienen frühestens in chinesischen Texten in der Zeit der Streitenden Reiche. „Der älteste erhaltene Hinweis“ auf Huangdi ist eine Inschrift auf einem Bronzegefäß, das in der ersten Hälfte des vierten Jahrhunderts v. Chr. von der königlichen Familie (mit Nachnamen Tian 田) des Staates Qi, einem mächtigen östlichen Staat, hergestellt wurde.
Der Historiker Michael Puett von der Harvard University schreibt, dass die Qi-Bronzeinschrift eine von mehreren Verweisen auf den Gelben Kaiser im vierten und dritten Jahrhundert v. Chr. innerhalb von Berichten über die Gründung des Staates war. Mit der Feststellung, dass viele der Denker, die später als Vorläufer der Huang-Lao („Huangdi und Laozi“-Tradition) identifiziert wurden, aus dem Staat Qi stammten, stellt Robin D. S. Yates die Hypothese auf, dass Huang-Lao in dieser Region entstand.

### Periode der Streitenden Reiche
Der Kult um Huangdi wurde während der Zeit der Streitenden Reiche (5. Jh. – 221 v. Chr.) sehr populär, einer Periode intensiver Konkurrenz zwischen rivalisierenden Staaten, die mit der Einigung des Reiches durch den Staat Qin endete. Zusätzlich zu seiner Rolle als Ahnherr wurde er mit „zentralisierter Staatskunst“ assoziiert und entwickelte sich zu einer paradigmatischen Figur des Kaisertums.

### Der Staat Qin
In seinem Shiji behauptet Sima Qian, dass der Staat Qin im fünften Jahrhundert v. Chr. begann, den Gelben Kaiser zu verehren – zusammen mit Yandi, dem Feurigen Kaiser. Die Altäre wurden in Yong 雍 (in der Nähe des modernen Kreises Fengxiang in der Provinz Shaanxi) errichtet, das von 677 bis 383 v. Chr. die Hauptstadt von Qin war. Zur Zeit von König Zheng, der 247 König von Qin und 221 v. Chr. erster Kaiser des vereinten Chinas wurde, war Huangdi der bei weitem wichtigste der vier „Anführer“ (di 帝) geworden, die damals in Yong verehrt wurden.

### Die Shiji-Version
Die Figur des Huangdi war sporadisch in Texten der Streitenden Reiche aufgetaucht. Sima Qians Shiji (oder Aufzeichnungen des großen Historikers, fertiggestellt um 94 v. Chr.) war das erste Werk, das diese Mythenfragmente in eine systematische und konsistente Erzählung des „Lebens“ des Gelben Kaisers verwandelte. Die Darstellung im Shiji war äußerst einflussreich für die Art und Weise, wie die Chinesen den Ursprung ihrer Geschichte sahen.
Das Shiji beginnt seine chronologische Darstellung der chinesischen Geschichte mit dem Leben von Huangdi, welches ihn als einen weisen Herrscher aus der Antike darstellt. Es erzählt, dass Huangdis Vater Shaodian und seine Mutter Fubao (附寶) war. Der Gelbe Kaiser hatte vier Ehefrauen. Seine erste Frau Leizu von Xiling gebar ihm zwei Söhne. Seine anderen drei Frauen waren seine zweite Frau Fenglei (封嫘), dritte Frau Tongyu (彤魚) und vierte Frau Momu (嫫母). Der Kaiser hatte insgesamt 25 Söhne, von denen 14 eigene Nachnamen und Clans bekamen. Der älteste war Shao Hao oder Xuan Xiao, der in Qingyang am Jangtse-Fluss lebte. Chang Yi, der jüngste, lebte am Ruo-Fluss. Als der Gelbe Kaiser starb, wurde er von Chang Yis Sohn, Zhuan Xu, abgelöst.
Die Zeittafeln in Kapitel 13 des Shiji stellen alle vergangenen Herrscher – legendäre wie Yao und Shun, die ersten Vorfahren der Xia-, Shang- und Zhou-Dynastien sowie die Gründer der wichtigsten Herrscherhäuser im Bereich der Zhou – als Nachkommen von Huangdi dar, was den Eindruck erweckt, die chinesische Geschichte sei die Geschichte einer einzigen großen Familie.

### Kaiserzeit
Dem Gelben Kaiser wurde eine enorme Anzahl an kulturellen Hinterlassenschaften und esoterischen Lehren zugeschrieben. Während der Taoismus im Westen oft als aus Laozi hervorgegangen betrachtet wird, behaupten chinesische Taoisten, dass der Gelbe Kaiser viele ihrer Gebote formuliert hat. Der Innerer Klassiker des Gelben Fürsten (黃帝內經 Huángdì Nèijīng), der die lehrmäßige Grundlage der traditionellen chinesischen Medizin darstellt, wurde nach ihm benannt. Ihm wird auch das Verfassen der „Vier Bücher des Gelben Kaisers“ (黃帝四經 Huángdì Sìjīng), des „Buches des Gelben Kaisers vom verborgenen Symbol“ (黃帝陰符經 Huángdì Yīnfújīng) und des „Gedichtes der vier Jahreszeiten des Gelben Kaisers“ zugeschrieben, das im Wahrsage-Almanach Tung Shing enthalten ist.
„Xuanyuan“ ist auch der chinesische Name für Regulus und andere Sterne der Sternbilder Löwe und Luchs, von denen letzterer den Körper des Gelben Drachens darstellen soll. In der Halle der Höchsten Harmonie in der Verbotenen Stadt in Peking befindet sich auch ein Spiegel, der „Xuanyuan-Spiegel“ genannt wird.

### Im Taoismus
Im zweiten Jahrhundert n. Chr. wurde Huangdis Rolle als Gottheit durch das Aufkommen eines vergötterten Laozi geschmälert. Ein Staatsopfer, das „Huang-Lao jun“ dargebracht wurde, wurde nicht Huangdi und Laozi dargebracht, wie der Begriff Huang-Lao einige Jahrhunderte zuvor bedeutet hätte, sondern einem „gelben Laozi“. Dennoch wurde Huangdi weiterhin als Unsterblicher betrachtet: Er galt als Meister der Langlebigkeitstechniken und als Gott, der seinen irdischen Anhängern neue Lehren – in Form von Texten wie dem Huangdi Yinfujing aus dem sechsten Jahrhundert – offenbaren konnte.
Auch das „Hauptwerk der taoistischen Liebeskunst“, das Su-nü-ching (Sunü jing 素女经) – heute übersetzt, interpretiert und verfügbar als Tao der Sexualität –, wird Huangdi zugeschrieben.

### Zwanzigstes Jahrhundert
Der Gelbe Kaiser wurde im letzten Jahrzehnt der Qing-Dynastie (1644-1911) zu einem mächtigen nationalen Symbol und blieb im chinesischen nationalistischen Diskurs während der republikanischen Periode (1911-49) dominant. Das frühe zwanzigste Jahrhundert ist auch die Zeit, in der der Gelbe Kaiser zum ersten Mal als der Vorfahr aller Chinesen bezeichnet wurde.

#### Spätes Qing
Ab 1903 begannen radikale Publikationen, das projizierte Datum seiner Geburt als erstes Jahr des chinesischen Kalenders zu verwenden. Intellektuelle wie Liu Shipei (1884-1919) hielten diese Praxis für notwendig, um „die [Han-]Rasse“ (baozhong 保種) sowohl vor der Dominanz der Mandschu als auch vor ausländischen Übergriffen zu schützen. Vom Anti-Mandschuismus motivierte Revolutionäre wie Chen Tianhua (1875-1905), Zou Rong (1885-1905) und Zhang Binglin (1868-1936) versuchten, das Rassenbewusstsein zu fördern, das ihrer Meinung nach bei ihren Landsleuten fehlte, und stellten daher die Mandschus als rassisch minderwertige Barbaren dar, die nicht geeignet waren, über Han-Chinesen zu herrschen. Chens weit verbreitete Pamphlete behaupteten, dass die „Han-Rasse“ eine große Familie bildete, die vom Gelben Kaiser abstammte. Die erste Ausgabe (Nov. 1905) des Minbao 民報 („Volksblatt“), das in Tokio von Revolutionären der Tongmenghui gegründet wurde, zeigte den Gelben Kaiser auf der Titelseite und nannte Huangdi „den ersten großen Nationalisten der Welt“. Es war eines von mehreren nationalistischen Magazinen, die den Gelben Kaiser im frühen zwanzigsten Jahrhundert auf ihrem Cover abbildeten. Die Tatsache, dass Huangdi „gelber Kaiser“ bedeutete, diente auch dazu, die Theorie zu untermauern, dass er der Urheber der „gelben Rasse“ war.
Viele Historiker interpretieren diese plötzliche Popularität des Gelben Kaisers als eine Reaktion auf die Theorien des französischen Gelehrten Albert Terrien de Lacouperie (1845-94), der in seinem Buch The Western Origin of the Early Chinese Civilization, from 2300 B.C. to 200 A.D. (1892) behauptete, dass die chinesische Zivilisation um 2300 v. Chr. von babylonischen Einwanderern gegründet wurde. Lacouperies „Sino-Babylonianismus“ postulierte, dass Huangdi ein [[Mesopotmanien<mesopotamischer]] Stammesführer war, der um 2300 v. Chr. eine massive Migration seines Volkes nach China anführte und das gründete, was später zur chinesischen Zivilisation wurde. Europäische Sinologen lehnten diese Theorien schnell ab, aber im Jahr 1900 ließen zwei japanische Historiker, Shirakawa Jirō und Kokubu Tanenori, diese Kritikpunkte beiseite und veröffentlichten eine lange Zusammenfassung, die Lacouperies Ansichten als die fortschrittlichste westliche Gelehrsamkeit über China darstellte. Chinesische Gelehrte wurden schnell von der „Historisierung der chinesischen Mythologie“ angezogen, die die beiden japanischen Autoren befürworteten.
Anti-Manchu-Intellektuelle und Aktivisten, die nach Chinas „nationaler Essenz“ (guocui, 國粹) suchten, passten den Sino-Babylonismus an ihre Bedürfnisse an. Zhang Binglin erklärte Huangdis Kampf mit Chi You als einen Konflikt zwischen den neu angekommenen zivilisierten Mesopotamiern und den rückständigen lokalen Stämmen. Zhangs Neuinterpretation von Sima Qians Bericht „unterstrich die Notwendigkeit, den Ruhm des frühen Chinas wiederzuerlangen.“[80] Auch Liu Shipei stellte diese frühen Zeiten als das goldene Zeitalter der chinesischen Zivilisation dar. Zusätzlich zur Bindung der Chinesen an ein altes Zentrum menschlicher Zivilisation in Mesopotamien schlugen Lacouperies Theorien vor, dass China von den Nachkommen Huangdis regiert werden sollte. In einem umstrittenen Aufsatz mit dem Titel Geschichte der Gelben Rasse (Huangshi 黃史), der von 1905 bis 1908 in Serie veröffentlicht wurde, behauptete Huang Jie (黃節; 1873-1935), dass die „Han-Rasse“ der wahre Herrscher Chinas sei, weil sie vom Gelben Kaiser abstamme. Verstärkt durch die Werte der kindlichen Pietät und des chinesischen patrilinearen Clans, verwandelte die von Huang und anderen verteidigte rassische Vision die Rache gegen die Mandschus in eine Pflicht gegenüber den Vorfahren.

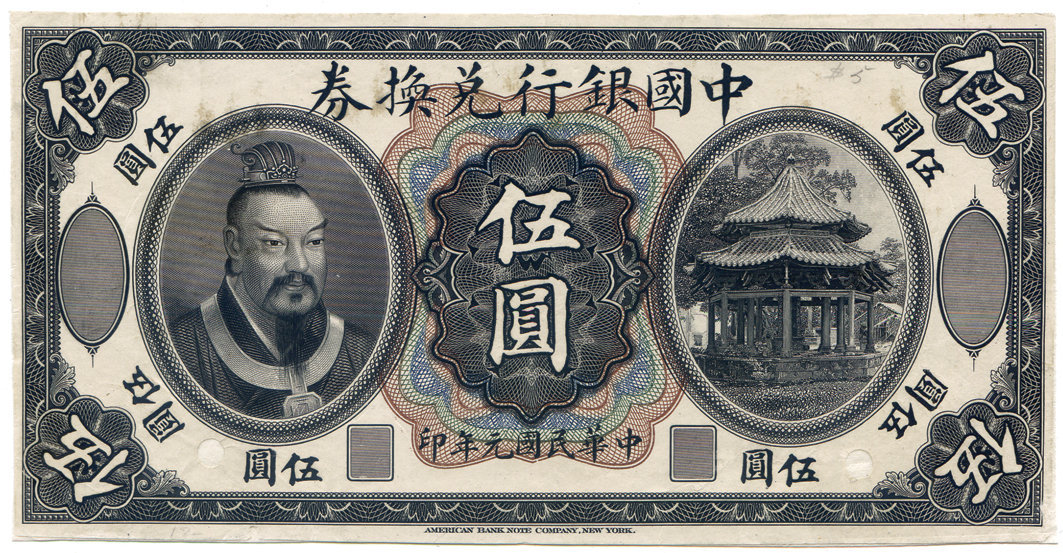
Eine 5-Yuan-Banknote mit dem Bildnis des Gelben Kaisers, ausgegeben 1912 von der Regierung der neu gegründeten Republik China

#### Republikanische Zeit
Der Gelbe Kaiser wurde auch nach der Xinhai-Revolution von 1911, die die Qing-Dynastie stürzte, weiterhin verehrt. So wurden 1912 von der neuen republikanischen Regierung Banknoten mit Huangdis Bildnis herausgegeben. Nach 1911 jedoch wandelte sich der Gelbe Kaiser als nationales Symbol vom ersten Stammvater der Han-Rasse zum Ahnherrn der gesamten multiethnischen Bevölkerung Chinas. Unter der Ideologie der Fünf Rassen unter einer Einheit wurde Huangdi zum gemeinsamen Vorfahren der Han-Chinesen, des Mandschu-Volkes, der Mongolen, der Tibeter und des Hui-Volkes, die die Zhonghua minzu (eine breit verstandene chinesische Nation) bilden sollten. Sechzehn staatliche Zeremonien wurden zwischen 1911 und 1949 zu Huangdi als dem „Gründungsvorfahren der chinesischen Nation“ (中華民族始祖) und sogar „dem Gründungsvorfahren der menschlichen Zivilisation“ (人文始祖) abgehalten.

### Moderne Bedeutung

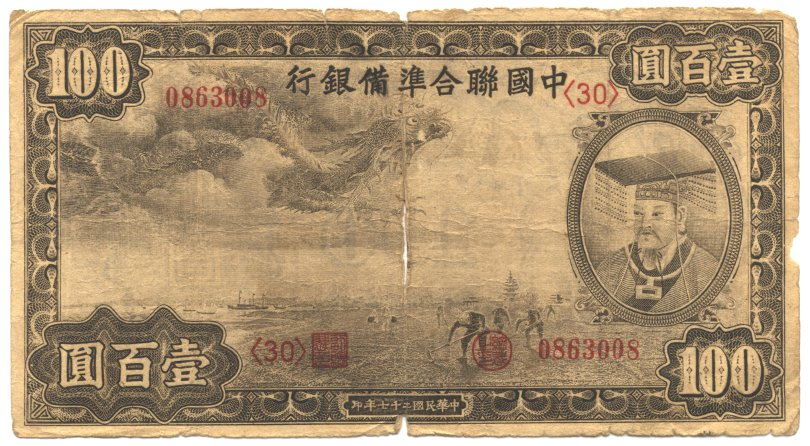
Eine 100-Yuan-Banknote mit dem Bildnis des Gelben Kaisers, herausgegeben 1938 von der Zentralbank von China der Provisorischen Regierung der Republik China (1937-40), einem japanischen Marionettenregime in Nordchina

Der Kult des Gelben Kaisers war in der Volksrepublik China bis zum Ende der Kulturrevolution verboten. Das Verbot wurde in den 1980er Jahren aufgehoben, als die Regierung eine Kehrtwende vollzog und den „Kult des Gelben Kaisers“ wieder aufleben ließ. Ab den 1980er Jahren wurde der Kult wiederbelebt und Ausdrücke, die sich auf die „Nachkommen von Yan und Huang“ bezogen, wurden manchmal vom chinesischen Staat verwendet, wenn er sich auf Menschen chinesischer Abstammung bezog. 1984 argumentierte Deng Xiaoping beispielsweise für die chinesische Wiedervereinigung mit den Worten „Taiwan ist in den Herzen der Nachkommen des Gelben Kaisers verwurzelt“, während die VR China 1986 den chinesisch-amerikanischen Astronauten Taylor Wang als ersten Nachkommen des Gelben Kaisers im Weltraum feierte. In der ersten Hälfte der 1980er Jahre hatte die Partei intern darüber debattiert, ob sich ethnische Minderheiten durch diese Verwendung ausgeschlossen fühlen würden. Nach Konsultation von Experten der Peking-Universität, der Chinesischen Akademie für Sozialwissenschaften und des Zentralen Instituts für Nationalitäten empfahl die Zentrale Propagandaabteilung am 27. März 1985, dass die Partei in offiziellen Erklärungen von der Zhonghua Minzu – der „chinesischen Nation“ im weitesten Sinne – sprechen sollte, dass aber die Formulierung „Söhne und Enkel von Yandi und dem Gelben Kaiser“ in informellen Erklärungen von Parteiführern und in „Beziehungen zu Landsleuten in Hongkong und Taiwan sowie zu chinesischen Landsleuten in Übersee“ verwendet werden könne.
Nach dem Rückzug nach Taiwan Ende 1949, am Ende des chinesischen Bürgerkriegs, verfügten Chiang Kai-shek und die Kuomintang (KMT), dass die Republik China (ROC) dem Gelben Kaiser weiterhin am 4. April, dem nationalen Grabfegertag, huldigen würde, aber weder er noch die drei Präsidenten, die ihm folgten, huldigten jemals persönlich. 1955 sponserte die KMT, die von Mandarinsprechern geführt wurde und immer noch darauf aus war, das Festland von den Kommunisten zurückzuerobern, die Produktion des Films Kinder des Gelben Kaisers (Huangdi zisun 黃帝子孫), der größtenteils in taiwanesischem Hokkien gefilmt wurde und umfangreiche Passagen der taiwanesischen Volksoper zeigte. Unter der Regie von Bai Ke (1914-1964), einem ehemaligen Assistenten von Yuan Muzhi, war es ein Propagandaversuch, die Sprecher des Taiyu davon zu überzeugen, dass sie mit den Festlandbewohnern durch gemeinsames Blut verbunden seien. 2009 war Ma Ying-jeou der erste Präsident der ROC, der die Rituale des Grabfegertages für Huangdi persönlich zelebrierte, wobei er bei dieser Gelegenheit verkündete, dass sowohl die chinesische Kultur als auch die gemeinsame Abstammung vom Gelben Kaiser die Menschen aus Taiwan und dem Festland verbinde. Später im selben Jahr huldigten Lien Chan – ein ehemaliger Vizepräsident der Republik China, der jetzt Ehrenvorsitzender der Kuomintang ist – und seine Frau Lien Fang Yu im Mausoleum des Gelben Kaisers in Huangling, Yan'an, auf dem chinesischen Festland.
Der Gay-Studies-Forscher Louis Crompton zitiert die Darstellung des qingzeitlichen Gelehrten Ji Yun in dessen Notizen aus der Yuewei-Strohhütte (1800), nach der einige behaupteten, der Gelbe Kaiser sei der erste Chinese gewesen, der sich männliche Bettgenossen genommen habe, eine Behauptung, die Ji Yun zurückwies.

## Elemente des Huangdi-Mythos

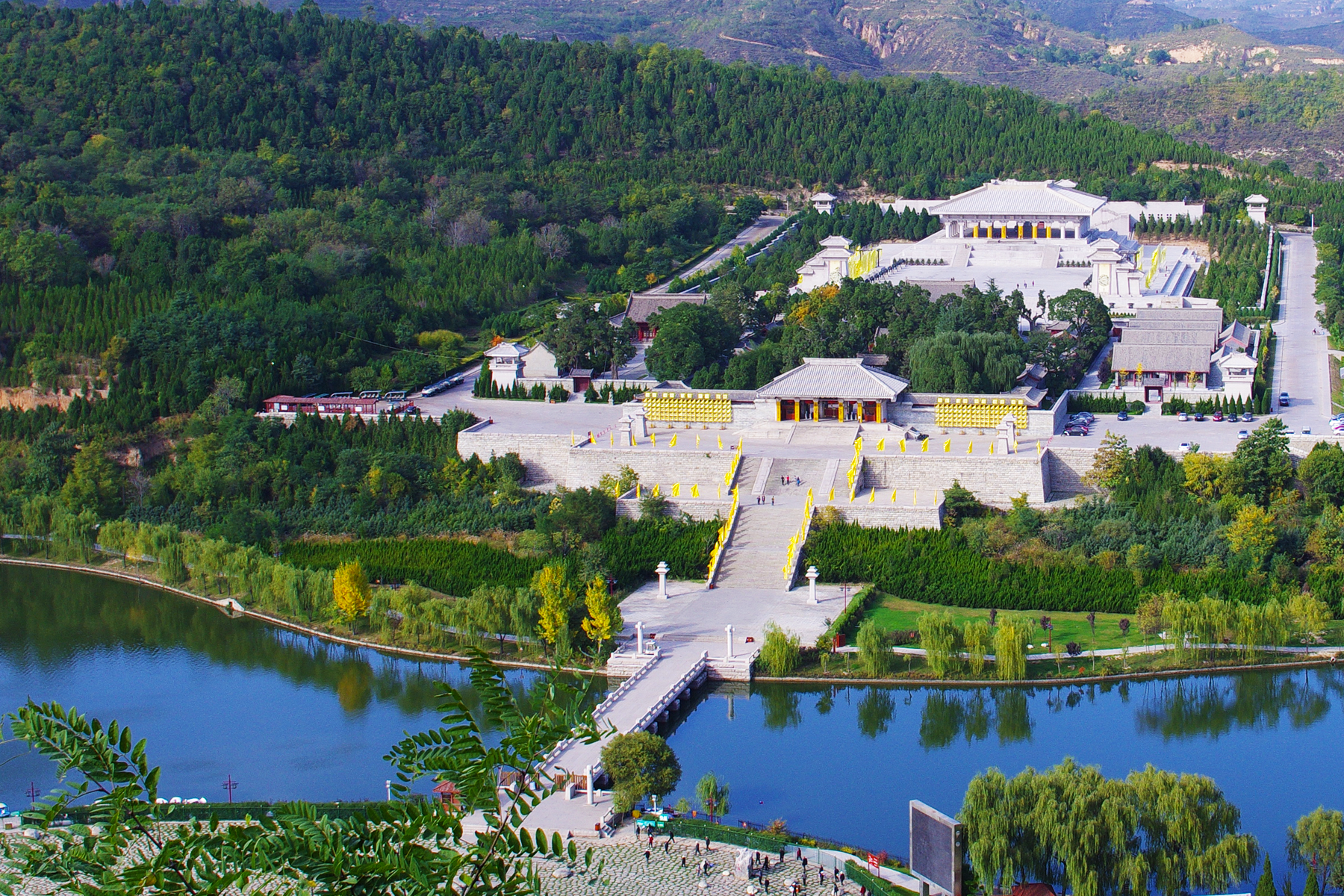
Xuanyuan Tempel in Huangling, Yan'an, Shaanxi

Wie bei jedem Mythos gibt es zahlreiche Versionen von Huangdis Geschichte, die verschiedene Themen betonen und die Bedeutung der Hauptfigur auf unterschiedliche Weise interpretieren.

### Geburt
Laut Huangfu Mi (215-282) wurde der Gelbe Kaiser in Shou Qiu („Langlebigkeitshügel“) geboren, das heute am Rande der Stadt Qufu in Shandong liegt. Schon früh lebte er mit seinem Stamm in der Nähe des Ji-Flusses – Edwin Pulleyblank stellt fest, dass „es keine Aufzeichnungen über einen Ji-Fluss außerhalb des Mythos zu geben scheint“ – und wanderte später nach Zhuolu im heutigen Hebei. Er wurde dann Bauer und zähmte sechs verschiedene besondere Tiere: den Bären (熊), den Braunbären (罴; 羆), den Pí (貔) und Xiū (貅) (die sich später zum mythischen Pixiu vereinigten), den wilden Chū (貙) und den Tiger (虎).
Huangdi wird manchmal nachgesagt, die Frucht einer außergewöhnlichen Geburt gewesen zu sein, da seine Mutter Fubao mit ihm schwanger wurde, als sie bei einem Spaziergang auf dem Lande durch einen Blitz aus dem Großen Wagen befruchtet wurde. Sie brachte ihren Sohn auf dem Berg Shou (Langlebigkeit) oder dem Berg Xuanyuan zur Welt, nach dem er benannt wurde.

### Errungenschaften
In traditionellen chinesischen Berichten wird dem Gelben Kaiser zugeschrieben, dass er den Lebensunterhalt der nomadischen Jäger seines Stammes verbesserte. Er lehrt sie, wie man Behausungen baut, wilde Tiere zähmt und die Fünf Samen anbaut, obwohl andere Berichte Shennong das letzte zuschreiben. Er erfindet Karren, Boote und Kleidung.
Andere Erfindungen, die dem Kaiser zugeschrieben werden, sind das chinesische Diadem (冠冕), Thronsäle (宮室), die Bogenschleuder, die frühe chinesische Astronomie, der chinesische Kalender, mathematische Berechnungen, der Kodex der Klanggesetze (音律), und Cuju, eine frühe chinesische Version des Fußballs. Manchmal wird ihm auch nachgesagt, dass er teilweise für die Erfindung der Guqin-Zither verantwortlich war, obwohl andere dem Yan-Kaiser die Erfindung der Instrumente für Ling Luns Kompositionen zuschreiben.
In den traditionellen Erzählungen bringt er auch den Historiker Cangjie dazu, das erste chinesische Schriftsystem, die Orakelknochenschrift, zu erschaffen, und seine Hauptfrau Leizu erfindet die Serikultur (Seidenanbau) und lehrt sein Volk, Seide zu weben und Kleidung zu färben.
An einem Punkt seiner Herrschaft besuchte der Gelbe Kaiser angeblich das mythische Ostmeer und traf dort ein sprechendes Tier namens Bai Ze, das ihm das Wissen aller übernatürlichen Kreaturen lehrte. Dieses Tier erklärte ihm, dass es 11.522 (oder 1.522) Arten übernatürlicher Kreaturen gebe.

### Schlachten
Der Gelbe Kaiser und der Yan-Kaiser waren beide Anführer eines Stammes oder einer Kombination von zwei Stämmen in der Nähe des Gelben Flusses. Der Yan-Kaiser stammte aus einem anderen Gebiet um den Jiang-Fluss, der in einem geographischen Werk namens Shuijing zhuls ein Fluss in der Nähe von Qishan identifiziert wurde. Dies war das Heimatland der Zhou, bevor sie die Shang besiegten. Beide Kaiser lebten in einer Zeit der Kriege. Da der Yan-Kaiser sich als unfähig erwies, die Unruhen in seinem Reich zu kontrollieren, griff der Gelbe Kaiser zu den Waffen, um seine Herrschaft über verschiedene kriegerische Parteien zu erlangen.
Nach den traditionellen Überlieferungen trifft der Yan-Kaiser auf die Kraft der „Neun Li“ (九黎) unter ihrem bronzeköpfigen Anführer Chi You und dessen 81 gehörnten und vieräugigen Brüdern und erleidet eine entscheidende Niederlage. Er flieht nach Zhuolu und bittet den Gelben Kaiser um Hilfe. Während der darauf folgenden Schlacht von Zhuolu setzt der Gelbe Kaiser seine gezähmten Tiere ein und Chi You verdunkelt den Himmel, indem er einen dichten Nebel ausatmet. Dies veranlasst den Kaiser, den Kompasswagen zu entwickeln, mit dem er seine Armee aus dem Miasma herausführt. Als nächstes ruft er den Dürre-Dämon Nüba an, um Chi Yous Sturm zu vertreiben. Dann zerstört er die Neun Li und besiegt Chi You. Später nimmt er den Kampf mit dem Yan-Kaiser auf, besiegt ihn bei Banquan und ersetzt ihn als Hauptherrscher.

### Tod
Der Gelbe Kaiser soll über hundert Jahre gelebt haben, bevor er einem Phönix und einem Qilin begegnete und dann starb. Zwei Gräber wurden in Shaanxi im Mausoleum des Gelben Kaisers errichtet, zusätzlich zu anderen in Henan, Hebei und Gansu.
Heutige Chinesen bezeichnen sich manchmal als „Nachkommen des Yan und des Gelben Kaisers“, obwohl die Nicht-Han-Minderheiten in China ihre eigenen Mythen haben oder nicht zu den Nachkommen des Kaisers zählen.

## Bedeutung als Gottheit

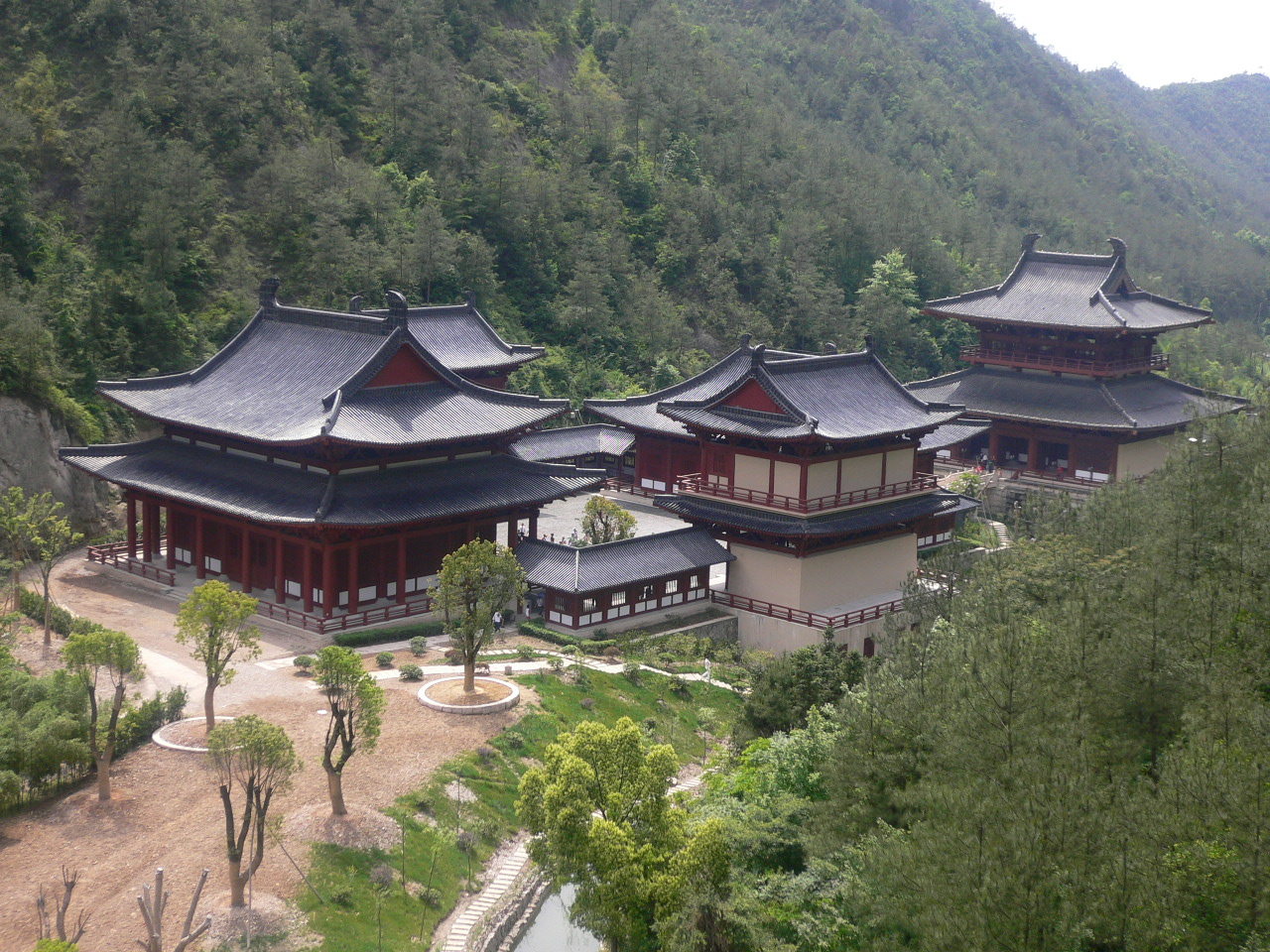
Huangdi-Tempel in Jinyun, Lishui, Zhejiang, China

### Symbol für das Zentrum des Universums
Als Gelbe Gottheit mit vier Gesichtern (黃帝四面 Huángdì Sìmiàn) repräsentiert er das Zentrum des Universums und die Vision der Einheit, die die vier Richtungen kontrolliert. Im Huangdi Sijing („Vier Schriften des Gelben Kaisers“) wird erklärt, dass die Regulierung des „Herzens im Inneren die Ordnung nach außen bringt“. Um zu herrschen, muss man sich selbst „reduzieren“, indem man Emotionen aufgibt, „austrocknet wie ein Leichnam“, und sich niemals forttragen lässt, wie es dem Mythos nach der Gelbe Kaiser selbst während seiner dreijährigen Zuflucht auf dem Berg Bowang tat, um sich selbst zu finden. Diese Praxis schafft eine innere Leere, in der sich alle vitalen Kräfte der Schöpfung sammeln, und je unbestimmter sie bleiben, desto mächtiger werden sie sein.
Von diesem Zentrum gehen Gleichgewicht und Harmonie aus, ein Gleichgewicht der vitalen Elemente, das zur Harmonie zwischen der Person und der Umwelt wird. Als Herrscher des Zentrums ist der Gelbe Kaiser das eigentliche Bild der Konzentration oder Neuzentrierung des Selbst. Durch Selbstbeherrschung, die Übernahme der Verantwortung für den eigenen Körper, wird man nach außen hin mächtig. Das Zentrum ist auch der vitale Punkt im Mikrokosmos, durch den das innere Universum, als Altar betrachtet, geschaffen wird. Der Körper ist ein Universum und, indem der Weise in sich selbst geht und die grundlegenden Strukturen des Universums in sich aufnimmt, erhält er Zugang zu den Toren des Himmels, dem einzigen Punkt, an dem die Kommunikation zwischen Himmel, Erde und Mensch stattfinden kann. Das Zentrum ist die Konvergenz von Innen und Außen, die Kontraktion des Chaos auf den Punkt, der von allen Richtungen gleich weit entfernt ist. Es ist der Ort, der kein Ort ist, an dem alle Schöpfung geboren wird und stirbt.
Die Große Gottheit des zentralen Gipfels (中岳大帝 Zhōngyuèdàdì) ist ein weiteres Epitheton, das Huangdi als den Mittelpunkt der Schöpfung darstellt – die axis mundi (in der chinesischen Mythologie Kunlun), die die Manifestation der göttlichen Ordnung in der physischen Realität ist – die sich zur Unsterblichkeit öffnet.

### Als Vorfahre
Im Laufe der Geschichte behaupteten mehrere Herrscher und Dynastien (oder es wurde behauptet), vom Gelben Kaiser abzustammen. Sima Qians Shiji präsentierte Huangdi als Vorfahre der beiden legendären Herrscher Yao und Shun und verfolgte verschiedene Abstammungslinien von Huangdi zu den Gründern der Xia-, Shang- und Zhou-Dynastien. Er behauptete, dass Liu Bang, der erste Kaiser der Han-Dynastie, ein Nachkomme von Huangdi war. Er akzeptierte, dass das Herrscherhaus der Qin-Dynastie ebenfalls vom Gelben Kaiser abstammte. Aber er behauptete, dass Qin Shihuang in Wirklichkeit das Kind des Qin-Kanzlers Lü Buwei war. Damit wollte er vielleicht den ersten Kaiser aus der Abstammung von Huangdi herausnehmen.
Die Behauptung der Abstammung von illustren Vorfahren blieb auch in den folgenden Zeitaltern ein gängiges Mittel der politischen Legitimation. Wang Mang (ca. 45 v. Chr. – 23 n. Chr.) aus der kurzlebigen Xin-Dynastie behauptete, er stamme vom Gelben Kaiser ab, um seinen Sturz der Han zu rechtfertigen und verkündete im Januar 9 n. Chr.: „Ich besitze keine Tugenden, [aber] ich verlasse mich auf die Tatsache, dass ich ein Nachkomme meines erhabenen ursprünglichen Vorfahren, des Gelben Kaisers, bin.“ Etwa zweihundert Jahre später förderte ein Ritualspezialist namens Dong Ba 董巴, der am Hof der Cao Wei arbeitete, die kurz zuvor die Nachfolge der Han angetreten hatten, die Idee, dass die Cao-Familie über Kaiser Zhuanxu von Huangdi abstamme.
Während der Tang-Dynastie beanspruchten auch Nicht-Han-Herrscher die Abstammung vom Gelben Kaiser, sowohl für individuelles und nationales Prestige als auch um sich mit den Tang zu verbinden. Die meisten chinesischen Adelsfamilien beanspruchten auch die Abstammung von Huangdi. Diese Praxis war in der Tang- und Song-Zeit gut etabliert, als Hunderte von Clans eine solche Abstammung beanspruchten. Die Hauptunterstützung für diese Theorie – wie sie im Tongdian (801 n. Chr.) und im Tongzhi (Mitte des 12. Jahrhunderts) aufgezeichnet wurde – war die Aussage des Shiji, dass Huangdis 25 Söhne 12 verschiedene Nachnamen bekamen, und dass diese Nachnamen sich zu allen chinesischen Nachnamen diversifiziert hatten. Nachdem Kaiser Zhenzong (reg. 997-1022) der Song-Dynastie von einer Gestalt geträumt hatte, von der ihm gesagt wurde, sie sei der Gelbe Kaiser, begann die kaiserliche Familie der Song, Huangdi als ihren ersten Vorfahren zu beanspruchen.
Eine Reihe von chinesischen Clans in Übersee, die eine Genealogie führen, führen ihre Familie letztlich ebenfalls auf Huangdi zurück und erklären ihre verschiedenen Nachnamen mit Namensänderungen, die angeblich von den vierzehn Nachnamen von Huangdis Nachkommen abgeleitet wurden. Viele chinesische Clans, sowohl in Übersee als auch in China, beanspruchen Huangdi als ihren Vorfahren, um ihr Gefühl, Chinesen zu sein, zu stärken.
Gun, Yu, Zhuanxu, Zhong, Li, Shujun und Yuqiang sind verschiedene Kaiser, Götter und Helden, deren Vorfahre ebenfalls Huangdi gewesen sein soll. Die Völker Huantou, Miaomin und Quanrong sollen von Huangdi abstammen.

## Traditionelle Daten
Obwohl der traditionelle chinesische Kalender die Jahre nicht kontinuierlich markierte, versuchten einige Astronomen der Han-Dynastie, die Lebens- und Regierungsjahre des Gelben Kaisers zu bestimmen. Im Jahr 78 v. Chr., unter der Herrschaft von Kaiser Zhao von Han, berechnete ein Beamter namens Zhang Shouwang (張壽望), dass 6.000 Jahre seit der Zeit von Huangdi vergangen seien; der Hof lehnte seinen Vorschlag für eine Reform ab und konterte, dass nur 3.629 Jahre verstrichen seien. Im proleptischen Julianischen Kalender hätten die Berechnungen des Hofes den Gelben Kaiser in das späte 38. Jahrhundert v. Chr. gesetzt, anstatt in das 27.
Während der Jesuitenmissionen in China im siebzehnten Jahrhundert versuchten die Jesuiten zu bestimmen, welches Jahr als Epoche des chinesischen Kalenders gelten sollte. In seiner Sinicae historiae decas prima (erstmals 1658 in München veröffentlicht) datierte Martino Martini (1614-1661) den königlichen Aufstieg von Huangdi auf 2697 v. Chr. Er begann aber den chinesischen Kalender mit der Herrschaft von Fuxi, die seiner Meinung nach 2952 v. Chr. begann. Philippe Couplet's (1623-1693) „Chronologische Tabelle der chinesischen Monarchen“ (Tabula chronologica monarchiae sinicae; 1686) gab ebenfalls das gleiche Datum für den Gelben Kaiser an. Die Daten der Jesuiten erregten großes Interesse in Europa, wo sie für Vergleiche mit der biblischen Chronologie herangezogen wurden. Die moderne chinesische Chronologie hat Martinis Daten im Allgemeinen akzeptiert, mit der Ausnahme, dass sie die Regierungszeit von Huangdi üblicherweise in das Jahr 2698 v. Chr. setzt und Huangdis Vorgänger Fuxi und Shennong auslässt, die als „zu legendär, um sie einzubeziehen“ gelten.
Helmer Aslaksen, ein Mathematiker, der an der National University of Singapore lehrt und auf den chinesischen Kalender spezialisiert ist, erklärt, dass diejenigen, die 2698 v. Chr. als erstes Jahr verwenden, dies wahrscheinlich tun, weil sie „ein Jahr 0 als Ausgangspunkt“ haben wollen, oder weil „sie annehmen, dass der Gelbe Kaiser sein Jahr mit der Wintersonnenwende von 2698 v. Chr. begann“, daher der Unterschied zu dem von den Jesuiten berechneten Jahr 2697 v. Chr.
Ab 1903 begannen radikale Publikationen, das projizierte Geburtsdatum des Gelben Kaisers als erstes Jahr des chinesischen Kalenders zu verwenden. Verschiedene Zeitungen und Zeitschriften schlugen unterschiedliche Daten vor. Jiangsu z. B. zählte 1905 als Jahr 4396 (was 2491 v. Chr. zum ersten Jahr des chinesischen Kalenders machte), während die Minbao (das Organ der Tongmenghui) 1905 als 4603 (erstes Jahr: 2698 v. Chr.) rechnete. Liu Shipei (1884-1919) schuf den Kalender des Gelben Kaisers, um die ungebrochene Kontinuität der Han-Rasse und der Han-Kultur seit frühester Zeit zu zeigen. Es gibt keine Beweise dafür, dass dieser Kalender vor dem 20. Jahrhundert verwendet wurde. Lius Kalender begann mit der Geburt des Gelben Kaisers, die auf das Jahr 2711 v. u. Z. geschätzt wurde. Als Sun Yat-sen am 2. Januar 1912 die Gründung der Republik China verkündete, verfügte er, dass dies der 12. Tag des 11. Monats des Jahres 4609 (Epoche: 2698 v. u. Z.) sei, aber dass der Staat nun den Sonnenkalender verwenden und 1912 als erstes Jahr der Republik zählen würde. Chronologische Tabellen, die in der 1938er-Ausgabe des Cihai (辭海)-Wörterbuchs veröffentlicht wurden, folgten Sun Yat-sen, indem sie das Jahr 2698 als Jahr von Huangdis Thronbesteigung verwendeten; diese Chronologie wird nun „weithin reproduziert, mit geringen Abweichungen.“